# Stade Saputo
Lo Stade Saputo (in inglese Saputo Stadium) è uno stadio di calcio situato a Montréal in Canada; ospita le partite del  Club de Foot Montréal, squadra che gioca in MLS.

## Storia

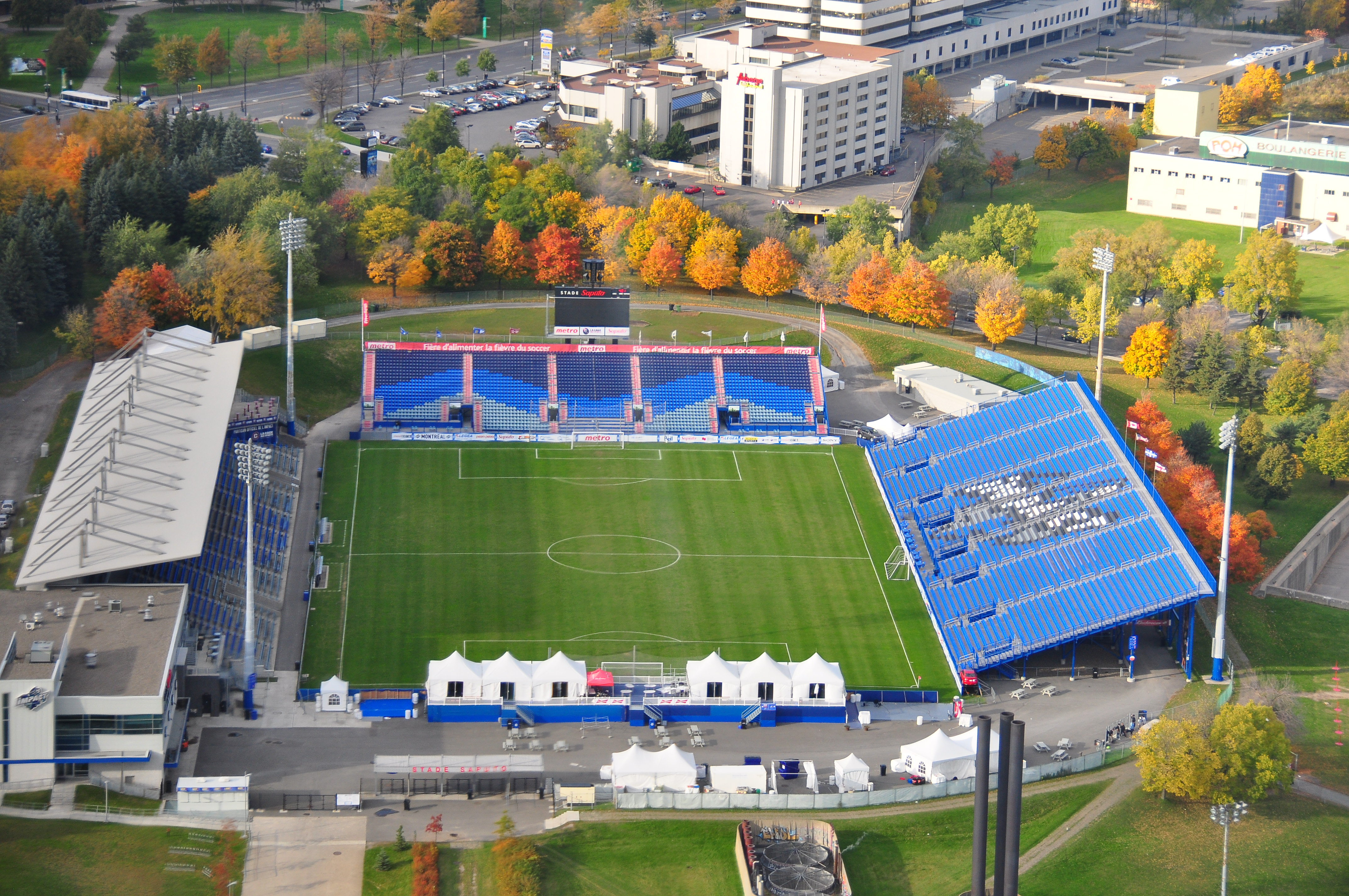
Lo stadio nel 2010, prima dei lavori di ampliamento

Il progetto di un nuovo stadio per la squadra di calcio di Montréal venne annunciato per la prima volta nel 2005. Inizialmente sarebbe dovuto sorgere nell'area del Technoparc, nella parte sud della città, ma nel marzo del 2007 fu trovato un accordo di enfiteusi quarantennale fra la proprietà del club e la società che gestisce gli impianti olimpici nella città canadese. La nuova collocazione fu quindi trovata a brevissima distanza dallo Stadio Olimpico di Montréal, all'interno del parco olimpico. Come suggerisce il nome, lo stadio è stato costruito principalmente a spese della famiglia Saputo, proprietaria della società. Stanziarono infatti 7,5 dei 17 milioni di dollari canadesi necessari, la somma restante fu stanziata da altri investitori privati. Alla sua costruzione l'impianto aveva una capienza di 13.034 spettatori.
La prima partita ufficiale fu giocata il 19 maggio 2008, quando nel corso di un incontro di stagione regolare della USL First Division l'Impact pareggiò 0-0 contro il Vancouver Whitecaps.
Con l'ammissione del club alla MLS si decise per l'ampliamento dello stadio, i lavori furono finanziati per 23 milioni di dollari dal governo del Québec, e per altri 7 milioni dalla famiglia Saputo. Al termine della ristrutturazione, avvenuta nel 2012, si ha avuto un ampliamento a 20.801 posti, grazie alla costruzione della tribuna sud e dei raccordi fra la tribuna est e le due tribune sui lati corti del campo. A partire dalla stagione 2019 la capienza è stata ridotta a 19.619, a causa di una diversa disposizione delle sedute.

## Caratteristiche

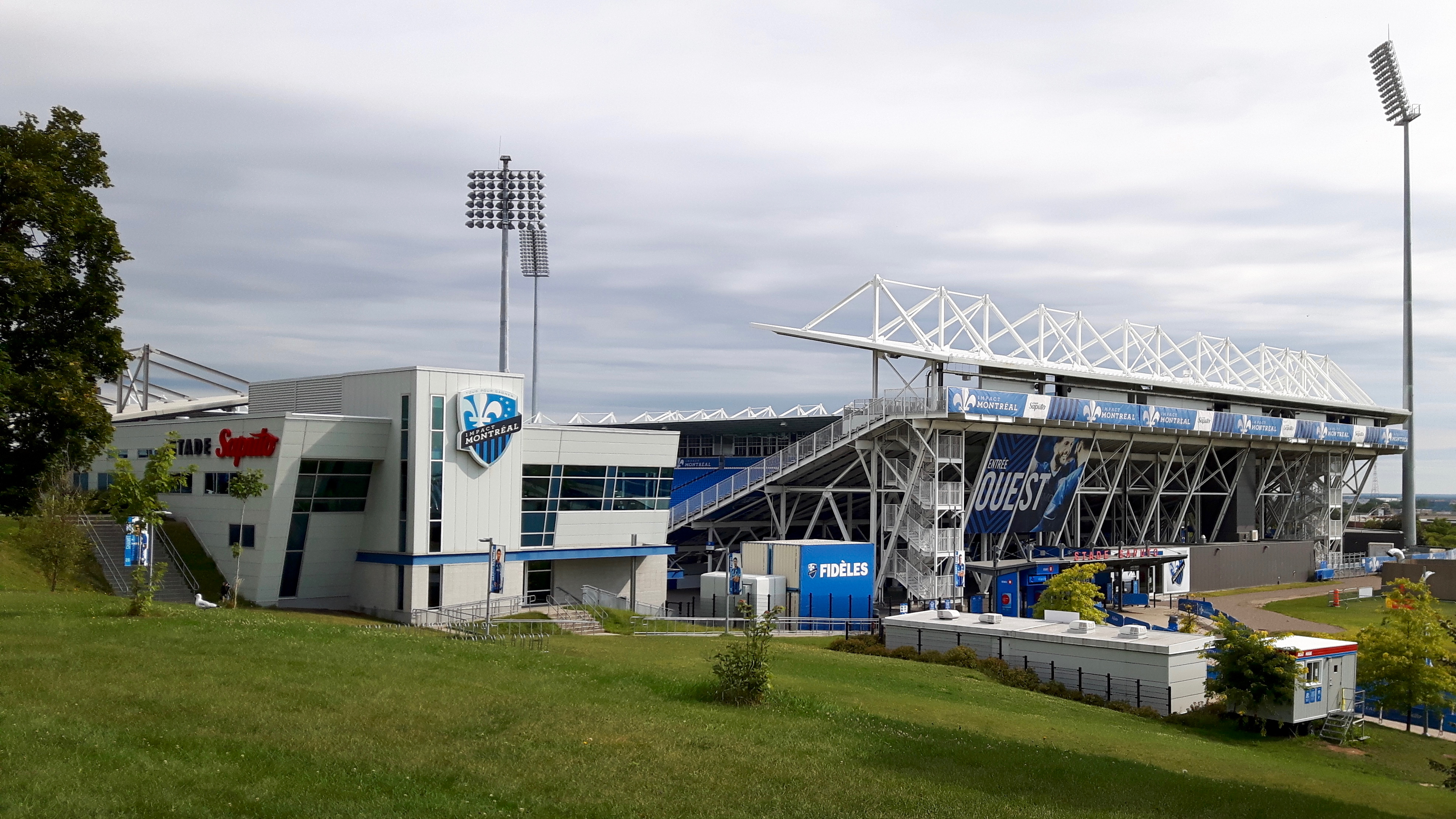
L'ingresso principale

Lo stadio è dotato di quattro tribune, una per ogni lato del campo, tutte parzialmente al coperto dopo i lavori di ristrutturazione del 2012: 6.948 posti dell'impianto si trovano sotto la copertura. Lo stadio dispone anche di 36 sky-box e di alcuni posti a bordo campo. Nella tribuna nord è presente un megaschermo.
Il campo principale è in erba naturale, misura 110 metri di lunghezza e 70 di larghezza. A fianco dell'ingresso principale dello stadio è situato anche un campo in erba sintetica, inaugurato il 1º ottobre 2013, utilizzato sia dal club che dalla comunità locale.
All'interno della struttura sono presenti anche diverse attività commerciali in concessione, nonché il negozio con i prodotti ufficiali del club.
Lo stadio è dotato di tre vie d'accesso, parcheggi coperti per un totale di 4.000 posti, ed è facilmente raggiungibile con la linea verde della Metropolitana di Montréal grazie alle due fermate di Viau e Pie IX.

## Utilizzo
Lo stadio è utilizzato esclusivamente per incontri di calcio, ospita principalmente le partite casalinghe del Club de Foot Montréal, squadra che milita nel massimo campionato del nordamerica. L'impianto inoltre ha ospitato in quattro occasioni la nazionale canadese: due partite delle qualificazioni ai mondiali 2010 e due amichevoli.
La Ligue de Football Professionnel, la lega calcio francese, ha scelto lo Stade Saputo per disputarvi la Supercoppa Francese 2015.

### Partite della nazionale canadese
| Arbitro: | Joel Aguilar |

|                                  |           |           |
| De Rosario 29’ 50’ Gerba 38’ 63’ | Marcatori | 75’ James |

| Arbitro: | Walter Quesada |

|            |           |               |
| Serioux 5’ | Marcatori | 47’ 56’ Nunez |

| Montréal 7 settembre 2010, ore 19:30 Amichevole                       | Canada    | 2 – 1 referto | Honduras | Stade Saputo (7.525 spett.) |
| \| \| \| \| \| Simpson 29’ McKenna 42’ \| Marcatori \| 34’ Norales \| |           |               |          |                             |
|                                                                       |           |               |          |                             |
| Simpson 29’ McKenna 42’                                               | Marcatori | 34’ Norales   |          |                             |

| Arbitro: | Ted Unkel |

|                             |           |           |
| James 45’ Jackson-Hamel 87’ | Marcatori | 43’ Janga |